# Řisuty (Libčeves)
Řisuty je malá vesnice, část obce Libčeves v okrese Louny. Nachází se asi 3 km na severovýchod od Libčevsi. V roce 2011 zde trvale žilo 45 obyvatel.
Řisuty leží v katastrálním území Řisuty u Libčevsi o rozloze 6,17 km².

## Historie
První písemná zmínka o vesnici pochází z roku 1352.

## Obyvatelstvo
Při sčítání lidu v roce 1921 zde žilo 191 obyvatel (z toho 86 mužů), z nichž bylo 21 Čechoslováků, 168 Němců a dva Židé. Většina lidí se hlásila k římskokatolické církvi a jen dva k církvi izraelské. Podle sčítání lidu z roku 1930 měla vesnice 191 obyvatel: 37 Čechoslováků a 154 Němců. Převažovala výrazná římskokatolická většina, ale devět lidí patřilo k církve československé, dva k církvi izraelské a dva byli bez vyznání.
|           | 1869 | 1880 | 1890 | 1900 | 1910 | 1921 | 1930 | 1950 | 1961 | 1970 | 1980 | 1991 | 2001 | 2011 | 2021 |
| --------- | ---- | ---- | ---- | ---- | ---- | ---- | ---- | ---- | ---- | ---- | ---- | ---- | ---- | ---- | ---- |
| Obyvatelé | 204  | 216  | 206  | 194  | 202  | 191  | 191  | 106  | 64   | 73   | 73   | 76   | 65   | 45   | 54   |
| Domy      | 41   | 42   | 42   | 43   | 41   | 44   | 43   | 45   | 22   | 24   | 22   | 31   | 29   | 31   | 32   |

## Obecní správa
Při sčítání lidu v letech 1869–1900 Řisuty byly osadou obce Měrunice, se kterým patřily nejprve do okresu Teplice, ale v roce 1900 v okrese Duchcov. V letech 1910–1950 byly samostatnou obcí, se kterým patřily nejprve do okresu Duchcov, ale v roce 1950 v okrese Bílina. Od roku 1964 jsou částí obce Libčeves v okrese Louny.

## Pamětihodnosti
- Kostel svatého Bernarda z Clairvaux

## Galerie

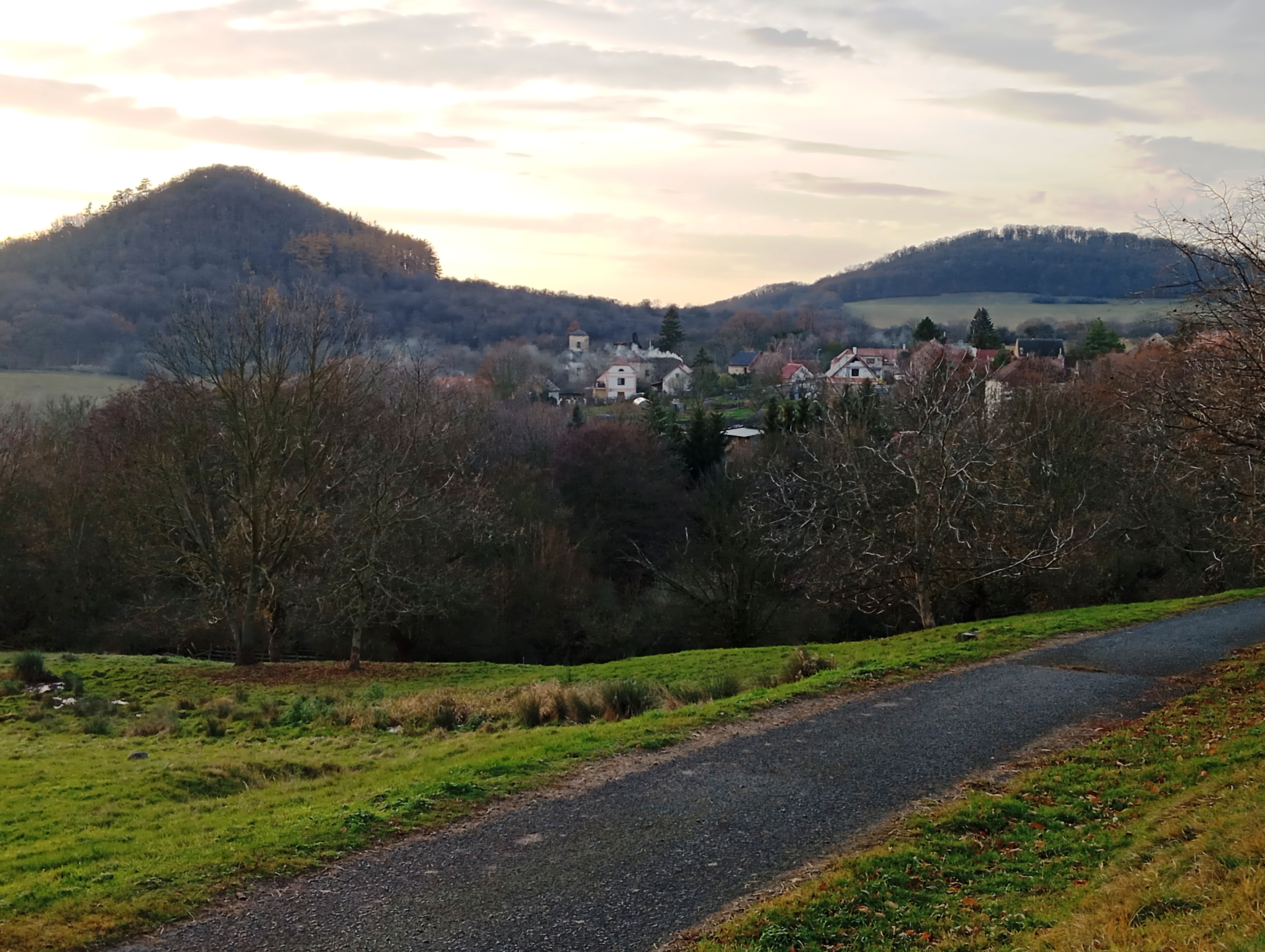
Řisuty od východu
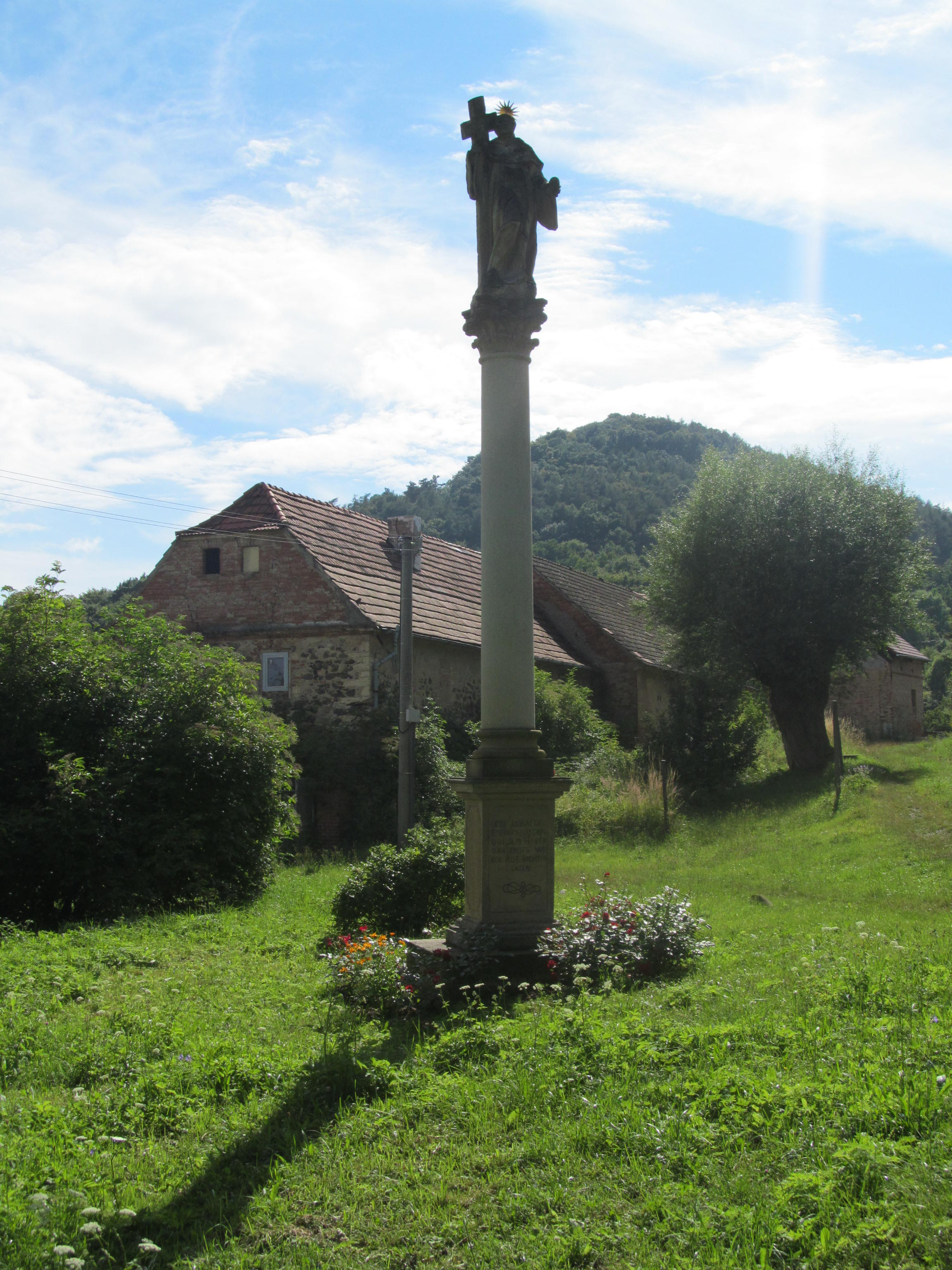
Socha svatého Bernarda
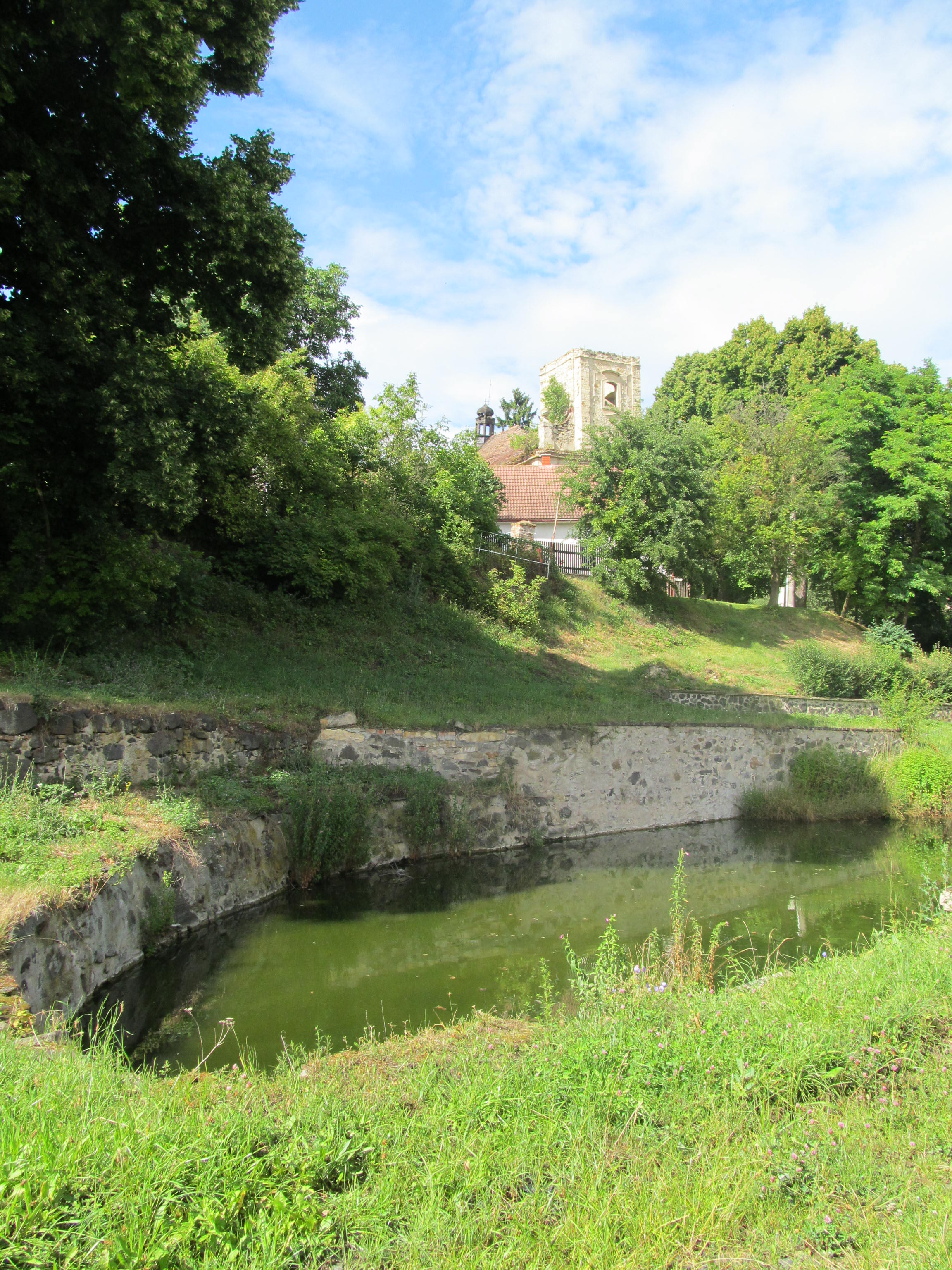
Rybník s návsí
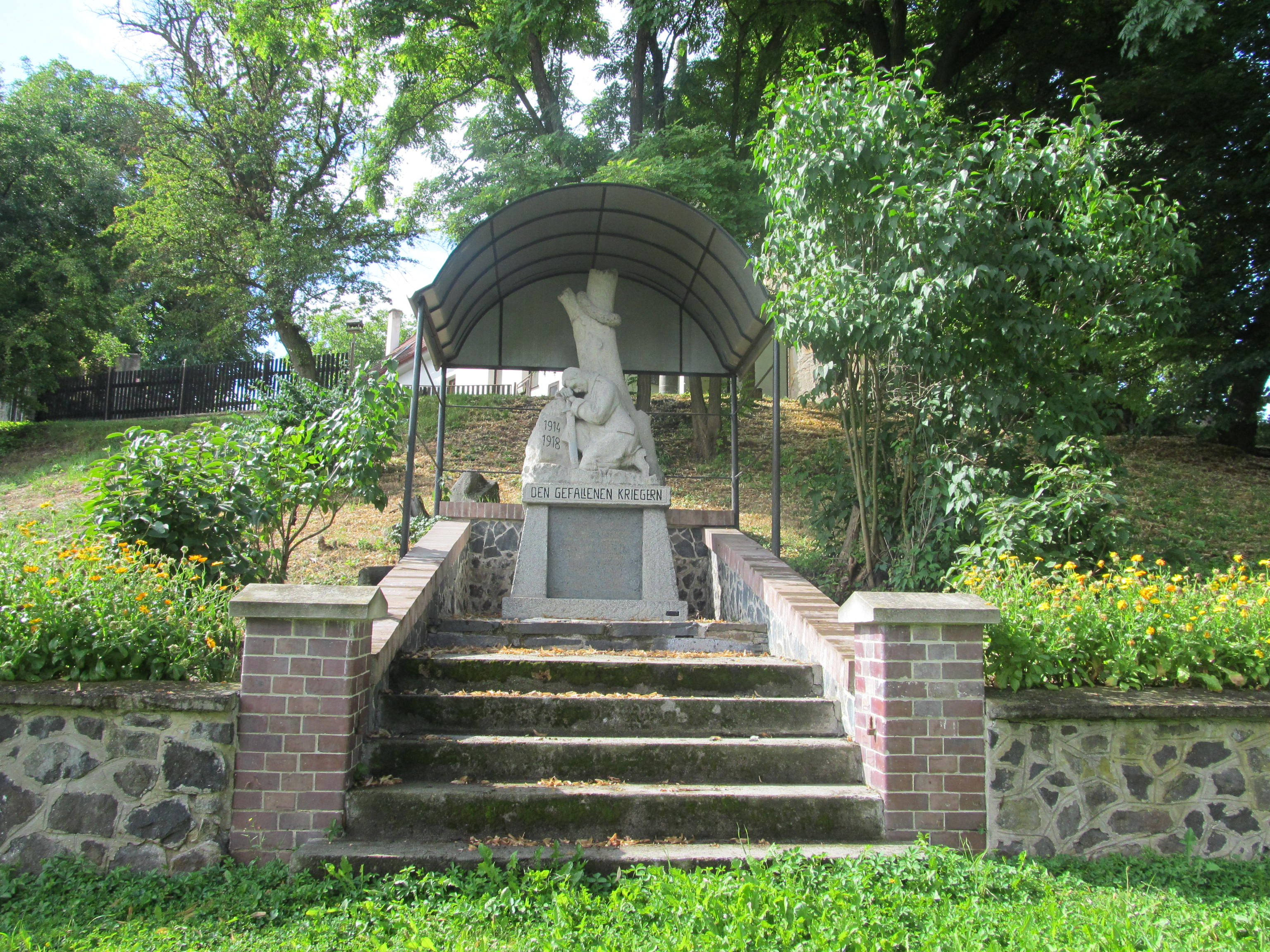
Pomník padlým v první světové válce
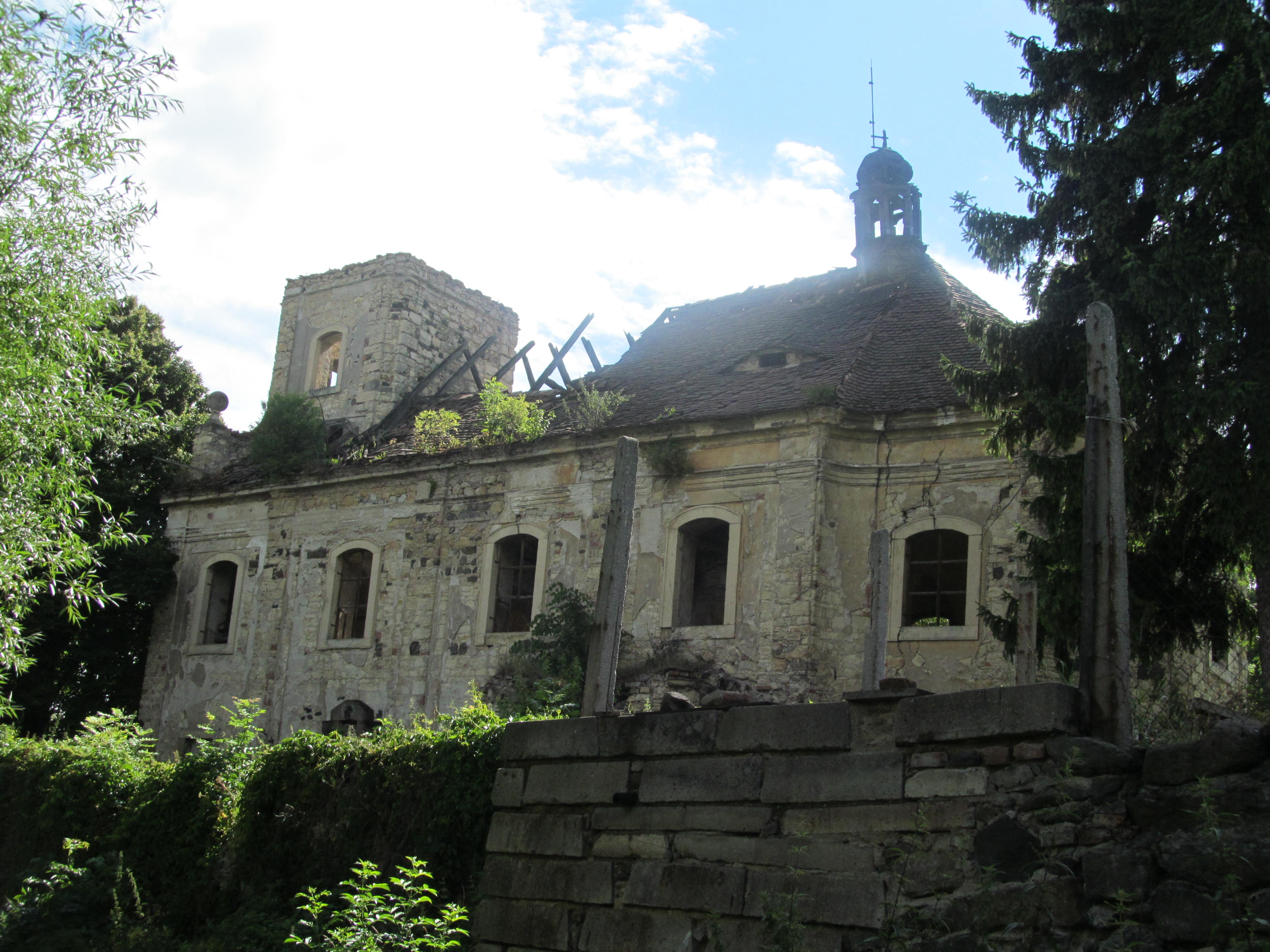
Kostel svatého Bernarda
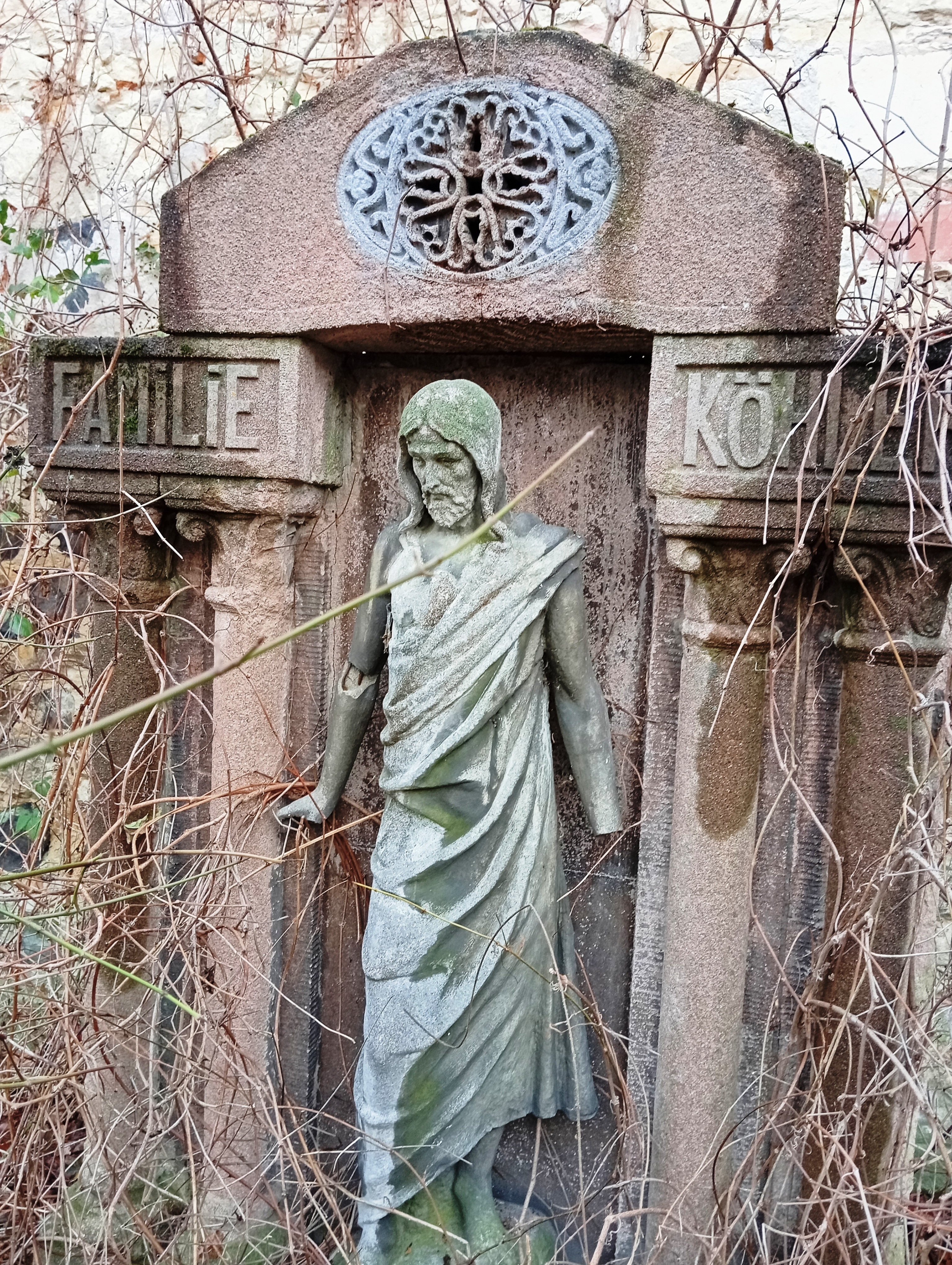
Náhrobek rodiny Köhlerů, poslední dochovaný náhrobek na řisutském hřbitově